# Lex Talion
Lex Talion (с лат. — «Закон равного возмездия») — викинг-метал/фолк-метал группа из Аргентины.

## Характеристики
Стиль
Их музыкальная композиция демонстрирует широкий спектр влияний: классический хэви-метал, дум-метал и некоторые элементы дэт-метала, а также представляет симфонический стиль с определенным влиянием фолка.
Лирика
Лирические темы разнообразны: социальные проблемы (замаскированные под метафоры), языческие темы, скандинавская мифология и духовные темы.
Дизайн обложек
Участники группы об обложке альбома Sons Of Chaos (2018): «Четырехголовый персонаж символизирует союз нас четверых. Руны - это самый интересный аспект, если вы прочтете их в алфавитном порядке, они образуют слово “ХАОС”, но каждая из них имеет уникальное значение, которое создает круг от чего-то действительно позитивного до чего-то действительно негативного, что связано с древнескандинавской концепцией жизни как цикла и того, что все вещи должны умереть, чтобы дать новую жизнь.»

## История
Lex Talion был основан в 2010 году в качестве сольного проекта Рамиро Дж. Пеллицари (гитара/вокал), но постепенно эволюционировал, после присоединения Элиаса Гонсалеса Бадера (бас) и Федерико Фольоло (гитара/вокал) сменился стиль музыки.
В 2012 году группа самостоятельно выпустила свой первый полноформатный альбом Funeral in the Forest, что привело в итоге к нескольким интервью и рецензий в международных журналах, таких как Metal Hammer (Германия), Dark City (Россия) и других.
В 2013 году группа подписала свой первый контракт с российским лейблом Metal Renaissance Records, который распространял материал по всей Восточной Европе. Альбом поступил также в магазины Японии и других стран Азии.
В период с 2014 по 2016 год состав пополнился Лаутаро Руэдой (ударные) и Даниэлой Мартинес (клавишные). Группа отыграла серию живых концертов и приняла участие в ряде фестивалей, получив большой отклик у публики.
В 2017 году к группе присоединился новый басист Мануэль Луна и они выпустили мини-альбом Nightwing, содержавший кавер на песню «Battle Hymn» группы Manowar. Часть песен с него вошла во второй альбом Sons Of Chaos (2018), более мрачный и агрессивный, лишенный шотландских отсылок, которые изредка появлялись в дебютном альбоме.

## Участники
Текущий состав
- Рамиро Дж. Пелиццари — гуттурал, гитара, колёсная лира
- Федерико Вольоло — чистый вокал, гитара
- Мануэль «Anvil» Луна — бас-гитара

Бывшие участники
- Лаутаро Руэда — ударные
- Элиас Гонсалес Бадер — бас-гитара (2012-2017)
- Даниэла Мартинес — клавишные

## Дискография
Альбомы
- Funeral in the Forest (2012)
- Sons of Chaos (2018)

Прочее
- Blood & Mead (2012) — мини-альбом
- «Death to the King!» (2013) — сингл
- Nightwing (2017) — мини-альбом